# Борозненко Юлія Германівна
Юлія Ро́знен (справжнє ім'я Борозненко Юлія Германівна) — українська співачка, авторка пісень, фіналістка телевізійних проєктів «Голосу Країни» (2017) та «Хіт-конвеєр» (2019).

## Біографія
Юлія Борозненко народилась 15 червня 1989 року у місті Канів Черкаської області[джерело не вказане 63 дні]. З дитинства займалася музикою та освіту отримувала у музичній школі за класом бандури[джерело не вказане 63 дні].
Під час навчання в Черкаському музичному училищі почала серйозно працювати з бандурою та зацікавилась естрадним співом[джерело не вказане 63 дні].
Працювала у складі «Черкаської капелі бандуристів», згодом стала її солісткою. У 2013 році закінчила Львівську національну музичну академію імені Миколи Лисенка за спеціальністю «бандура».[джерело не вказане 63 дні]
У 2017 році взяла участь у вокальному шоу «Голос Країни», де виконала пісню «Спи собі сама» групи «Скрябін» у супроводі бандури. За словами артистки, сцена шоу стала віхою, що надихнула на створення власних пісень.[джерело не вказане 63 дні]

## Сольна кар'єра
У 2019 році презентувала дебютну пісню «#2 Полюси» та стала фіналісткою шоу «Хіт-конвеєр 2019»[джерело не вказане 63 дні]. У 2020—2021 роках створено сингли «Розкажи» та «Сльози вода» (режисерка — Лєра Мазур)[джерело не вказане 63 дні]. У співпраці з гуртом ATHOM було записано треки «Уява» та «Sphera» у стилі транс[джерело не вказане 63 дні].
Однією з найвідоміших робіт стала пісня «Живи», яка вийшла у лютому 2022 року. Вона здобула популярність у соціальних мережах. Серед інших значних робіт: «Лелеки», «Як колись»
Далі, пісня «Невипадкова», слова і музика до якої пісні належать Юлії Рознен.

### Кліпографія
- «Розкажи» (2020)
- «Сльози вода» (2021)
- «Живи» (2022—2023)
- «Лелеки» (2023)
- «Як колись» (2023)
- «Різдво» (2024)
- «Невипадкова» (2024)
- «Рай» (2024)
- «Родимки» (2025)